# Ramulus formosanus
Ramulus formosanus är en insektsart som först beskrevs av Tokuichi Shiraki 1935.  Ramulus formosanus ingår i släktet Ramulus och familjen Phasmatidae. Inga underarter finns listade i Catalogue of Life.